# Hans Wiegel
Hans Wiegel (Amsterdam, 16 juli 1941 – Sint Nicolaasga, 19 mei 2025) was een Nederlands politicus van de Volkspartij voor Vrijheid en Democratie (VVD).
Wiegel was partijleider van de VVD van 1971 tot 1982 en lijsttrekker voor de Tweede Kamerverkiezingen van 1977 en 1981. Hij was lid van de Tweede Kamer van 1967 tot 1977 en fractievoorzitter van de VVD in de Tweede Kamer van 1971 tot 1977 en minister van Binnenlandse Zaken en vicepremier in het kabinet-Van Agt I van 1977 tot 1981 en wederom fractievoorzitter in de Tweede Kamer van 1981 tot 1982. Wiegel was later commissaris van de Koningin van Friesland van 1982 tot 1994 en lid van de Eerste Kamer van 1995 tot 2000.

## Afkomst en opleiding
Hans Wiegel is de zoon van Wilhelm Wiegel (1913-1989) en Sophia Maria Alberdina Smolenaars (1915-2007). Zijn vader was binnenhuisarchitect, bezat een meubelmakersbedrijf en was tevens aannemer.
Wiegel zat in Amsterdam op de openbare lagere Potgieterschool, vervolgens van 1953 tot 1959 op het Gemeentelijk Gymnasium in Hilversum, waar hij de B-richting volgde. Daarna studeerde hij van 1959 tot 1965 aan de Universiteit van Amsterdam enige maanden rechten en vervolgens politieke wetenschappen waarin hij zijn kandidaatsexamen behaalde. Hij was korte tijd lid van het Amsterdams Studentencorps (A.S.C.) bij het pas opgerichte dispuutgenootschap E.N.E.R.G.I.A. met als dispuutsnaam Wammes.

## Politieke carrière

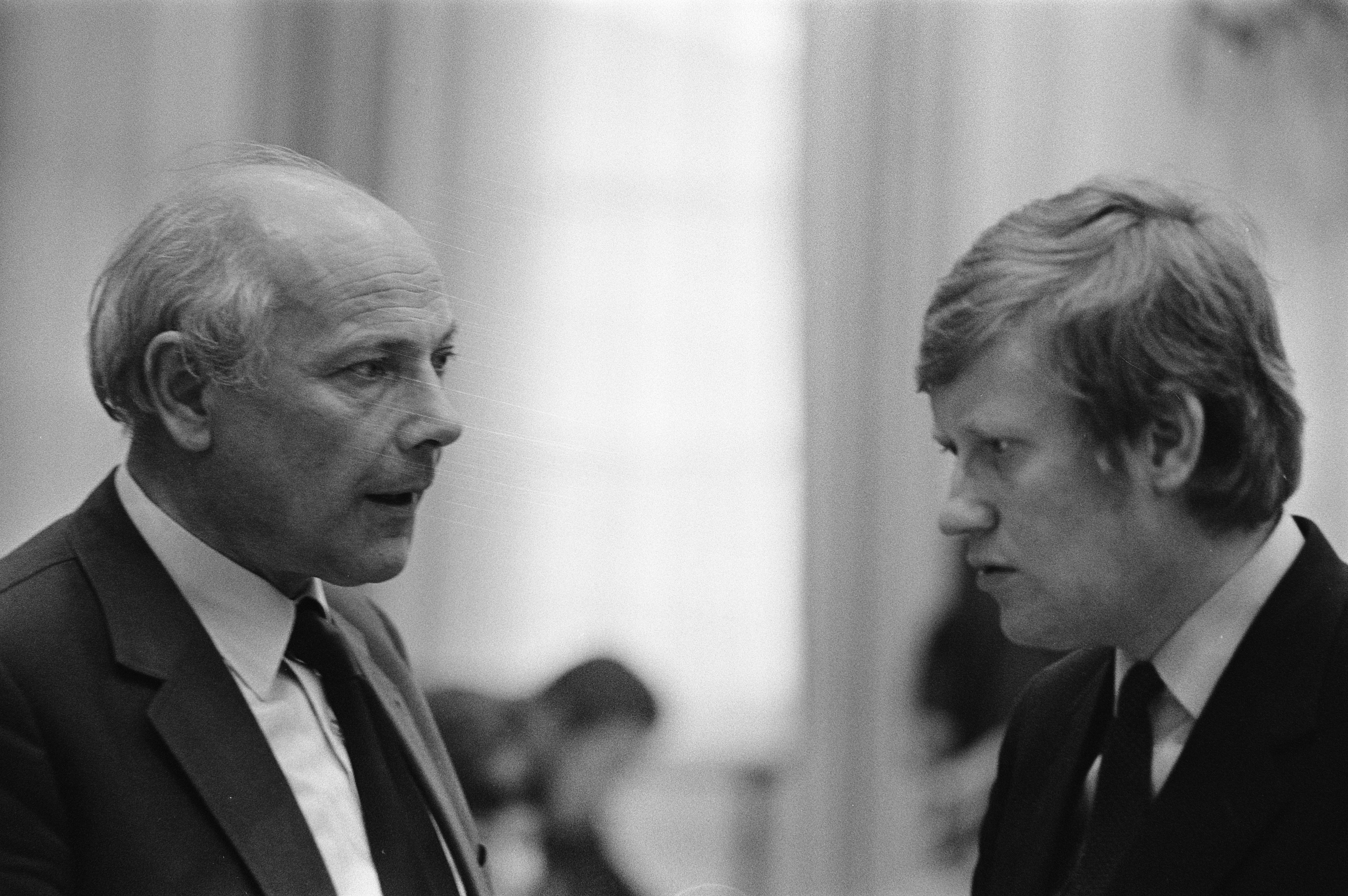
PvdA-fractievoorzitter in de Tweede Kamer Joop den Uyl en Hans Wiegel in de Tweede Kamer op 22 juni 1972.

Wiegel begon zijn politieke loopbaan als interim-penningmeester bij de Gooise JOVD, de jongerenorganisatie gelieerd aan de VVD, en stroomde binnen korte tijd door tot voorzitter van de afdeling 't Gooi. Na in 1965 landelijk voorzitter van de JOVD te zijn geworden, ging hij in 1967 voor de VVD naar de Tweede Kamer. Zijn politieke mentor in die tijd was de bekende VVD-senator Harm van Riel.
In 1971 bracht hij het tot voorman van de VVD en in 1972 was hij lijsttrekker voor de partij tijdens de Tweede Kamerverkiezingen. Hij werd bekend als een vurig bestrijder van het kabinet-Den Uyl dat hij onder andere verweet te veel geld uit te geven. Hij hield in de Tweede Kamer felle redevoeringen tegen toenmalig PvdA-premier Joop den Uyl.

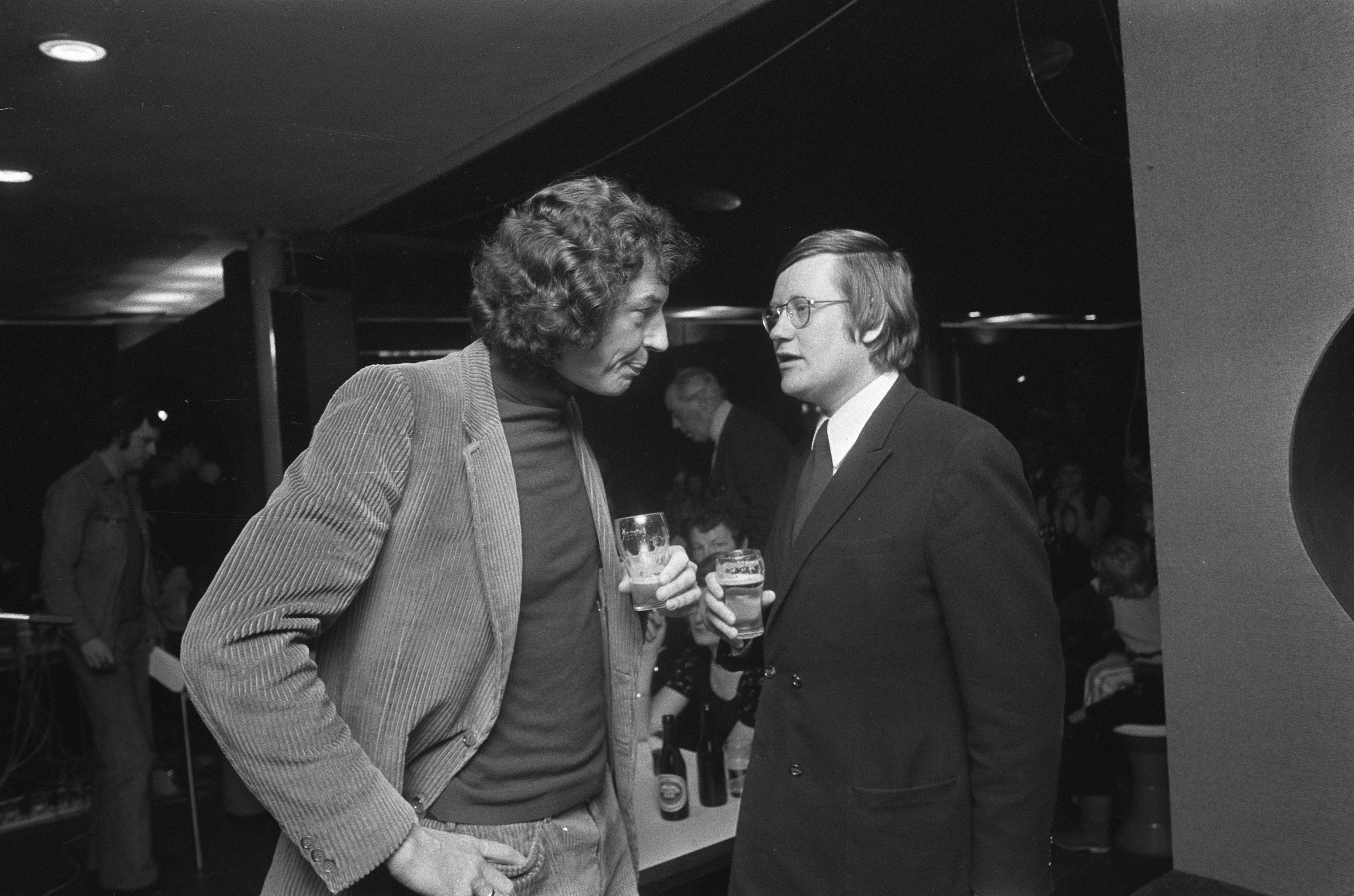
NVV-voorzitter Wim Kok en Hans Wiegel in Hilversum op 9 maart 1974.

Den Uyl en Wiegel golden destijds als elkaars tegenpolen, en uit Wiegels retoriek werd vooral bekend zijn smalende onthulling waarbij hij tijdens de aanloop naar de Tweede Kamerverkiezingen 1972 de lachers op zijn hand kreeg, tijdens een zeer druk bezocht, 'legendarisch' geworden debat voor studenten met Den Uyl in Congrescentrum Het Tehuis in Groningen in oktober 1972 "Sinterklaas bestáát! Daar zit-ie, achter de tafel!", wijzend op Den Uyl en zinspelend op de hevig bekritiseerde PvdA-standpunten over de verzorgingsstaat en het programma Keerpunt 1972, een moment dat werd vastgelegd door een cameraploeg van het tv-actualiteitenprogramma Achter het Nieuws. Wiegel ontwikkelde zich in de jaren 70 als de gevatte woordvoerder van de oppositie van het kabinet-Den Uyl en als de sterke tegenspeler die het opnam tegen premier Den Uyl.

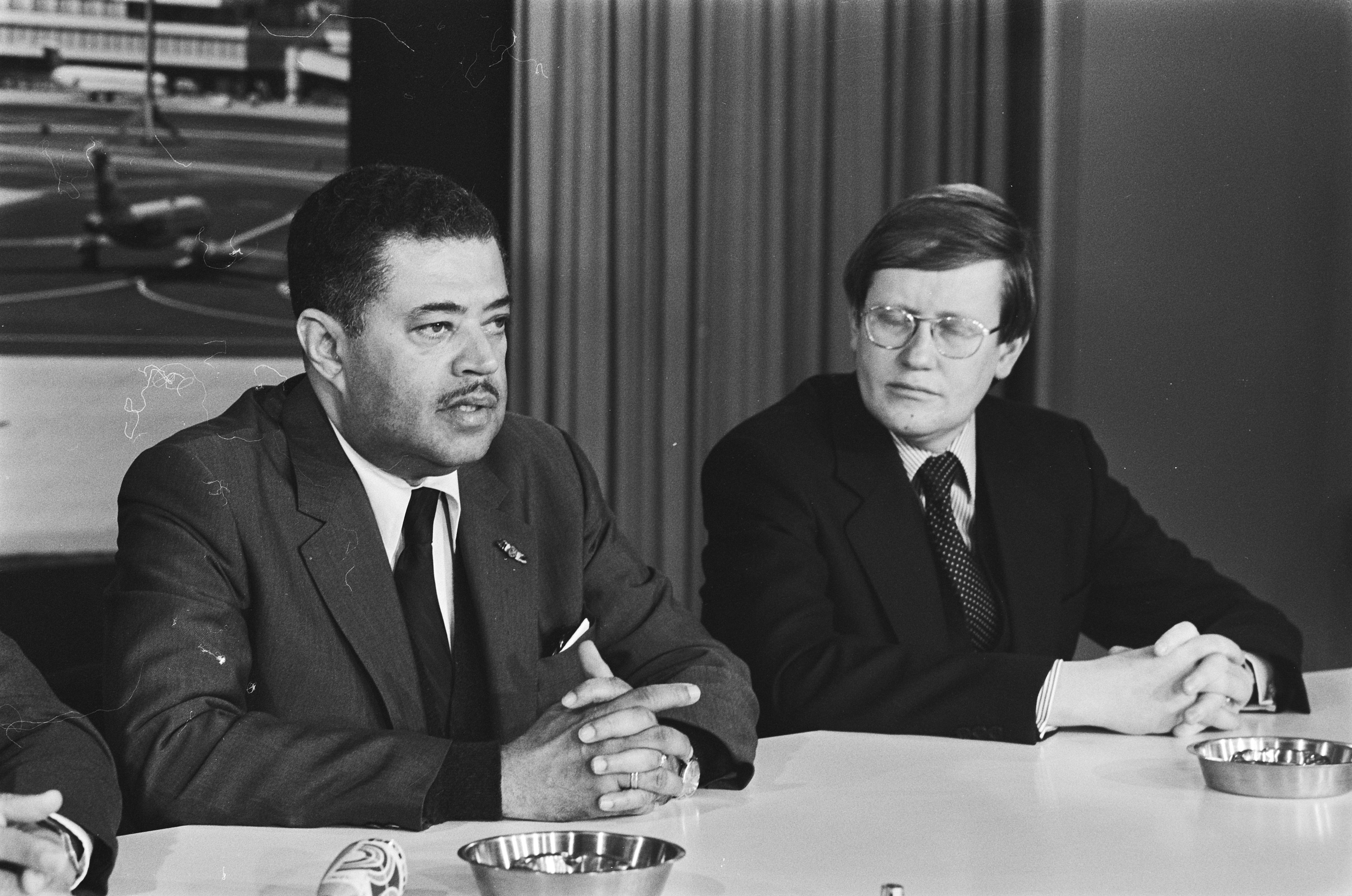
Premier van de Nederlandse Antillen Boy Rozendal en Hans Wiegel tijdens een persconferentie op 26 januari 1978.

In het eerste kabinet-Van Agt was Wiegel minister van Binnenlandse Zaken en vicepremier. Als minister was Wiegel onder meer verantwoordelijk voor wetten waarin zaken zoals het rechtstreeks kunnen kiezen van Nederlandse leden van het Europees Parlement, het instellen van de Nationale ombudsman en het verplicht stellen van een Gemeentelijk rampenplan werden geregeld.

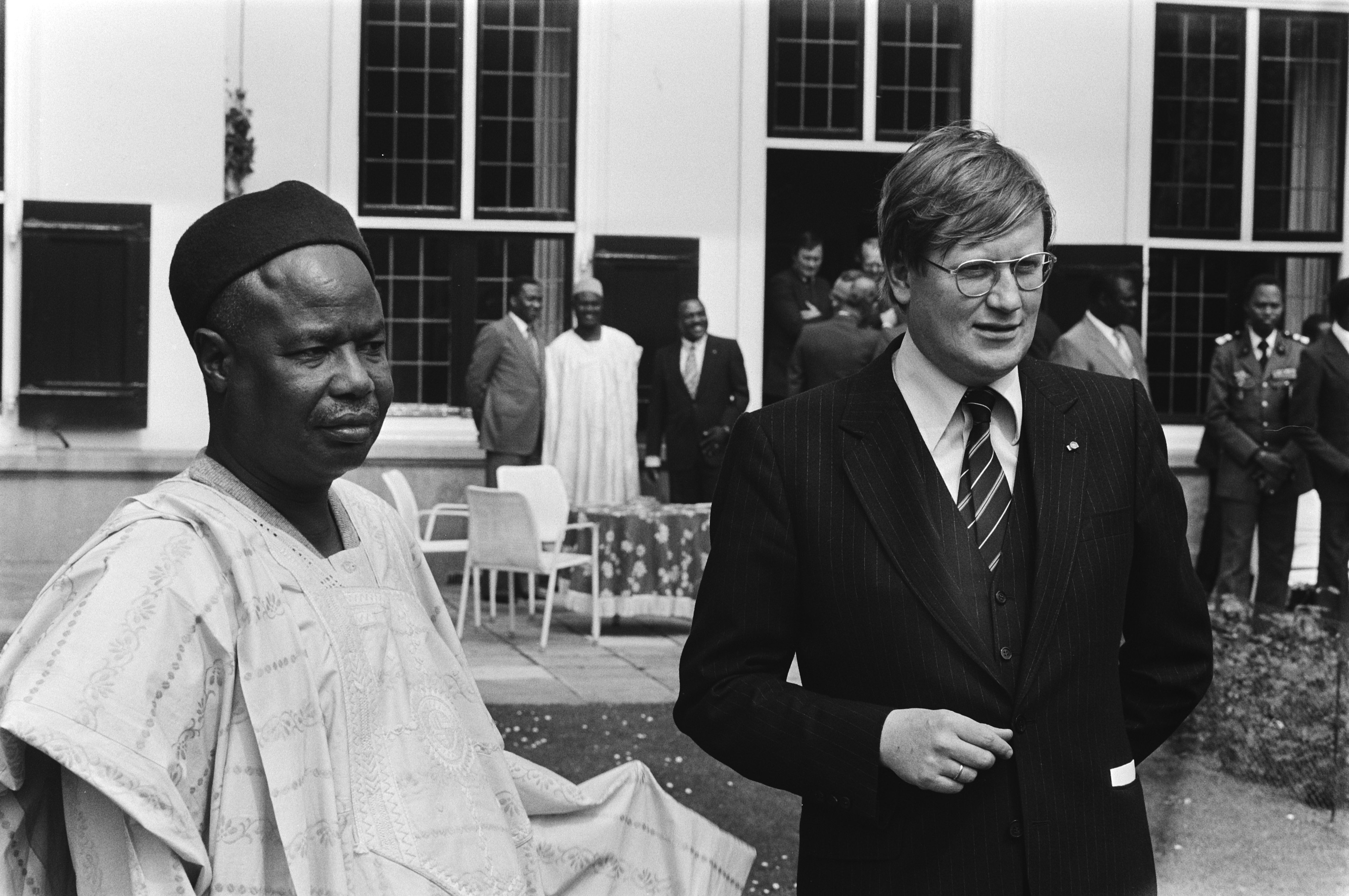
President van Kameroen Ahmadou Babatoura Ahidjo en Hans Wiegel bij het Catshuis op 5 juli 1979.

Na zijn periode als minister, en een korte tijd in de Tweede Kamer, vertrok Wiegel uit de landelijke politiek om per 16 juni 1982 commissaris van de Koningin in de provincie Friesland te worden. Deze functie vervulde hij 12 jaar. Hij kreeg de bijnamen Het orakel uit Ljouwert (of Leeuwarden) en De grote ijsmeester en na zijn verhuizing naar Drenthe het orakel van Diever.
In 1986 weigerde Wiegel, onder druk van de Friese Staten, een tijdelijke terugkeer naar Den Haag als minister van Binnenlandse Zaken in het eerste kabinet Lubbers, na de plotselinge dood van Koos Rietkerk. Ook in 1993 en 2002 heeft hij nog eens een rentree overwogen.

### Nacht van Wiegel
Van 1995 tot 2000 was Wiegel lid van de Eerste Kamer. Hij was in de nacht van 18 op 19 mei 1999 verantwoordelijk voor wat de Nacht van Wiegel is gaan heten toen hij tegen een wetsvoorstel voor een correctief referendum stemde (naar eigen zeggen zou op de achtergrond zijn vrouw hierin een beslissende invloed hebben gehad). Na een debat van 16 uur werd het op 19 mei, 1:30 uur 's nachts, in stemming gebracht. Alhoewel vooraf door velen werd gedacht dat het voorstel voldoende stemmen zou halen, bleek de tegenstem van Wiegel de nekslag. Wiegel was de enige overgebleven senator van vijf senatoren, die ook in 1997 tegen stemden en dreigden het referendum te verwerpen, die tegenstemde. Dit leidde tot een korte kabinetscrisis van het tweede Paarse kabinet.

### Speculaties over zijn terugkeer
Sinds zijn aftreden als minister werd meerdere malen gespeculeerd over zijn terugkeer als leider van de VVD en een mogelijk premierschap, niet in de laatste plaats door het dagblad De Telegraaf. Zelf onthulde Wiegel jaren later dat Pim Fortuyn in Wiegel een geschikte minister-president zag voor een coalitie van de LPF met VVD en CDA. Fortuyn zelf zou dan als fractieleider in de Tweede Kamer blijven. Door de moord op Fortuyn en de verkiezingswinst van het CDA ging dit plan niet door.
Wiegel gaf ten slotte aan na de gemeenteraadsverkiezingen in maart 2006 een besluit te zullen nemen. Toen Jozias van Aartsen na de voor de VVD slecht verlopen gemeenteraadsverkiezingen terugtrad als fractievoorzitter van de VVD, en daarmee ook als premierkandidaat voor de verkiezingen van 2007, maakte Wiegel de volgende ochtend bekend dat hij had besloten om redenen van 'persoonlijke en politieke aard' niet te zullen terugkeren in de politiek.
Op 22 november 2007 zei Wiegel dat volgens hem de VVD op zou moeten gaan in een brede liberale beweging samen met de PVV van Geert Wilders, Trots op Nederland van Rita Verdonk en D66. Behalve Verdonk was geen van de genoemde partijen voorstander van dit plan. Op 15 september 2009 herhaalde hij dergelijke bewoordingen in het ochtendbulletin Goedemorgen Nederland toen hij verklaarde dat zijn partij samenwerking moest zoeken met de PVV.

## Privéleven en overlijden

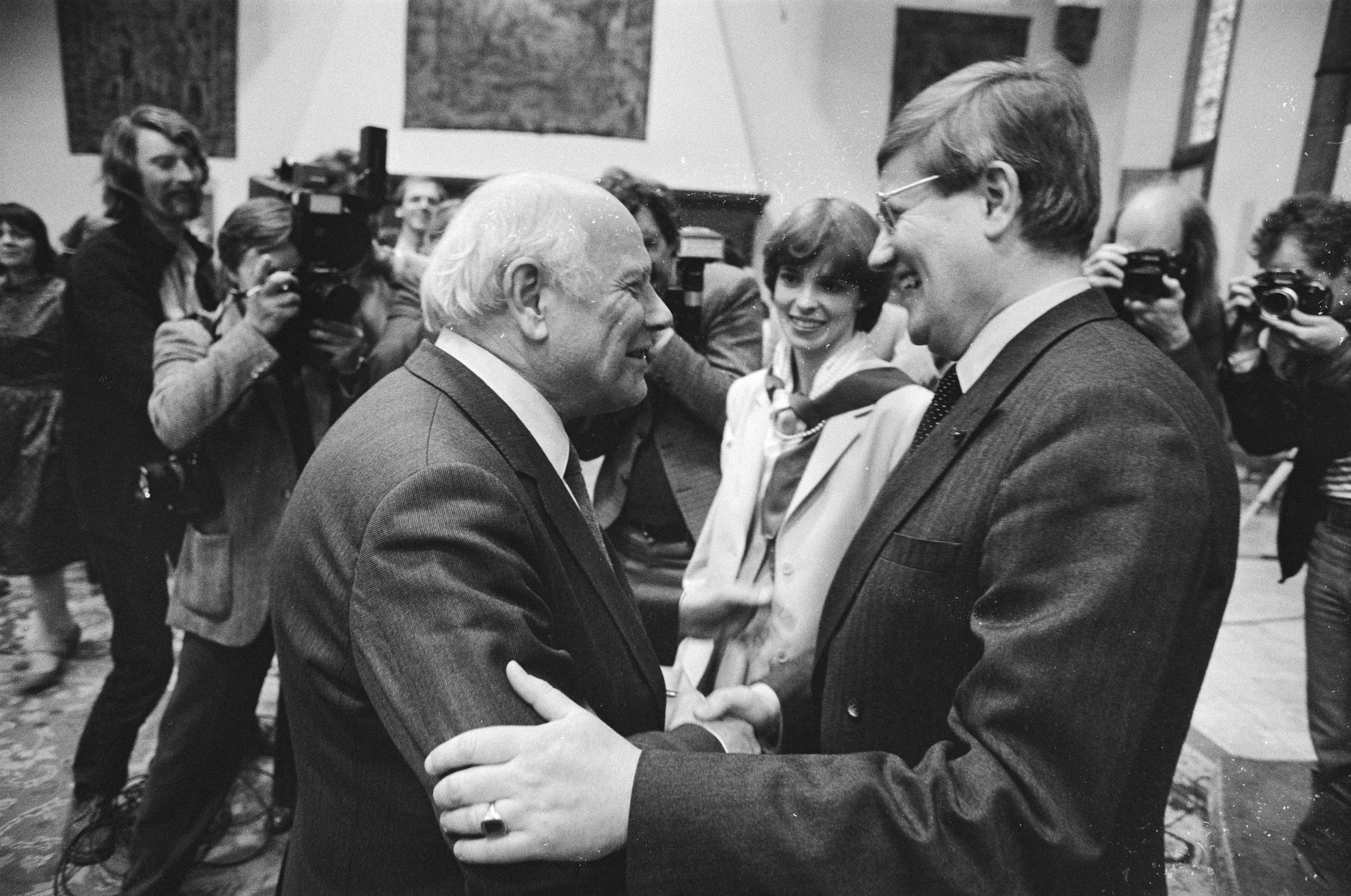
Den Uyl, Wiegels echtgenote Marianne en Hans Wiegel bij de afscheidsreceptie van de laatste als Tweede Kamerlid. (1982)

Hans Wiegel was tweemaal getrouwd. Uit zijn eerste huwelijk had hij een dochter en een zoon. Zijn eerste echtgenote, Pien Frederiks (1954), kwam in november 1980 op 26-jarige leeftijd om het leven bij een auto-ongeluk. 
Een toeschouwer bij een verkiezingsdebat in de aanloop naar de Tweede Kamerverkiezingen 1981 vroeg in april 1981 in het AVRO-televisieprogramma Vragenvuur naar het beperken van gezinshulp aan weduwnaars met jonge kinderen. De nog maar net weduwnaar geworden Wiegel mocht deze vraag beantwoorden, maar barstte in snikken uit. Den Uyl, die bij het gesprek aanwezig was en naast Wiegel zat, legde daarop troostend zijn hand op Wiegels arm. De tv-uitzending werd vervolgens door de presentator Jaap van Meekren voortijdig afgebroken.
In 1982 hertrouwde hij met Piens oudere zuster Marianne (1951). In 2005 overleed ook zij aan de gevolgen van een auto-ongeval, op de A28. Na het overlijden van zijn tweede echtgenote had Wiegel nog een relatie met Madelon Spoor tussen 2006 en 2011. Daarna bleef hij alleenstaand. Hij maakte zelf nimmer gebruik van een personal computer, noch e-mailde hij ooit. Wel las hij dagelijks zes Nederlandse kranten.
De laatste anderhalf jaar van zijn leven verbleef Wiegel in zorgcentrum Wilhelmina-oord in Sint Nicolaasga. Daar overleed hij op 19 mei 2025 na een kort ziekbed op 83-jarige leeftijd in het bijzijn van zijn kinderen. Voordat hij daar zijn intrek nam, woonde hij vanaf 2010 aan de Schuttelpoel bij Oudega in de gemeente Súdwest-Fryslân. Op 27 mei werd hij in Oudega begraven.

## Onderscheidingen
- Erelid van de JOVD (24 maart 1979)
- Ridder in de Orde van de Nederlandse Leeuw (26 oktober 1981)
- Erelid van de VVD (14 mei 1982)
- Commandeur in de Orde van Oranje-Nassau (28 april 1989)
- Grootofficier in de Orde van Oranje-Nassau (20 januari 1994)
- Schipper in de Orde van de Sneker Pan (5 augustus 1994)
- Erevoorzitter van de JOVD (27 februari 1999)